# Phalacrus suecicus
Phalacrus suecicus là một loài bọ cánh cứng trong họ Phalacridae. Loài này được Palm miêu tả khoa học năm 1947.